# 1950 Wempe
1950 Wempe је астероид главног астероидног појаса са средњом удаљеношћу од Сунца која износи 2,178 астрономских јединица (АЈ).
Апсолутна магнитуда астероида је 12,5.